# Meistriliiga
Meistriliiga, atual Premium liiga (aastani Meistriliiga 2013) é a principal divisão do futebol estoniano. Fundada em 1991, a liga não é totalmente profissional: são 5 times profissionais e outros 5 semiprofissionais.
Assim como nos demais países europeus que têm invernos rigorosos, a temporada começa em março e termina em novembro. O sistema de competição é o de pontos corridos em quatro turnos. No final da temporada, o último colocado é rebaixado e substituído pelo campeão da Esiliiga. O penúltimo colocado da Meistriliiga disputa com o vice-campeão da Esiliiga uma vaga na divisão principal. O campeão da Meistriliiga se classifica para a primeira fase eliminatória da Liga dos Campeões da Europa. O vice-campeão e o campeão da Copa da Estonia classificam-se para a primeira fase eliminatória da Liga Europa.

## Visão geral
O número de equipes na Premium liiga tem flutuado entre 8-14, mas manteve-se com 10 equipes desde 2005 década. A sua temporada é considerada, diferentemente da maioria dos países europeus, mas, tal como os outros países bálticos e nórdicos, com base no calendário. Como regra geral, na temporada é realizada de março a novembro. Nos anos 1992-1998 foi a temporada de outono e de primavera.
A atual época é composta de 36 rodadas: Dois turnos na primavera e dois no outono, cada turno possui de nove rodadas. As equipes se encontrarão quatro vezes, tendo cada equipe dois jogos em casa e dois jogos em campo adversário. Os jogos são geralmente realizadas aos sábados.

## História
Primeira Divisão iniciou suas operações em 1992. Nas duas primeiras temporadas o campeão foi o FC Norma. Nos anos 1993-1997, a segunda e terceira temporada culminaram com o título do Flora e os dois títulos subsequentes ficaram como o FC Lantana. Desde de 1998 até 2015 o Flora e o FC Levadia Tallinn vem ganhando a maioria dos títulos, as únicas exceções foram o FC TVMK campeão em 2005, e o JK Nõmme Kalju campeão em 2012.
A composição das equipas da Premium Liga muitas vezes variou com a fusão de equipes e falências de outras.

## Meistriliiga 2020
Atualizado em Agosto de 2020.
| Equipe         | Localização |
| -------------- | ----------- |
| Flora          | Tallinn     |
| FCI Levadia    | Tallinn     |
| Kuressaare     | Kuressaare  |
| Legion         | Tallinn     |
| Narva Trans    | Narva       |
| Nõmme Kalju    | Tallinn     |
| Paide LM       | Paide       |
| Tallinna Kalev | Tallinn     |
| Tammeka        | Tartu       |
| Tulevik        | Viljandi    |

## Campeões
| Temporada | Campeão            | Vice-campeão             | 3ª posição               | Artilheiro                                                                                              | Gols |
| --------- | ------------------ | ------------------------ | ------------------------ | --- | ---- |
| 2021      | Levadia Maardu     | Flora Tallinn            | Paide Linnameeskond      | Zakaria Beglarisvilli (Levadia Maardu) Rauno Sappinen (Flora Tallinn) Henri Anier (Paide Linnameeskond) | 20   |
| 2020      | Flora Tallinn      | Paide Linnameeskond      | Levadia Maardu           | Rauno Sappinen (Flora Tallinn)                                                                          | 26   |
| 2019      | Flora Tallinn      | Levadia Tallinn          | Kalju                    | Erik Sorga (Flora Tallinn)                                                                              | 31   |
| 2018      | Kalju              | Levadia Tallinn          | Flora Tallinn            | Brasil Liliu (Kalju)                                                                                    | 31   |
| 2017      | Flora Tallinn      | Levadia Tallinn          | Kalju                    | Albert Prosa (FCI Tallinn) Rauno Sappinen (Flora Tallinn)                                               | 27   |
| 2016      | FC Infonet Tallinn | Levadia Tallinn          | Kalju                    | Yevgeni Kabaev (Sillamae Kalev)                                                                         | 25   |
| 2015      | Flora Tallinn      | Levadia Tallinn          | Kalju                    | Ingemar Teever (Levadia Tallinn)                                                                        | 24   |
| 2014      | Levadia Tallinn    | Sillamäe Kalev           | Flora Tallinn            | Yevgeni Kabaev (Sillamäe Kalev)                                                                         | 36   |
| 2013      | Levadia Tallinn    | Kalju                    | Sillamäe Kalev           | Vladimir Voskoboinikov (Kalju)                                                                          | 23   |
| 2012      | Kalju              | Levadia Tallinn          | Flora Tallinn            | Vladislav Ivanov (Trans Narva)                                                                          | 23   |
| 2011      | Flora Tallinn      | Kalju                    | Trans Narva              | A. Čekulajevs (Trans Narva)                                                                             | 46   |
| 2010      | Flora Tallinn      | Levadia Tallinn          | Trans Narva              | Sander Post (Flora Tallinn)                                                                             | 24   |
| 2009      | Levadia Tallinn    | Sillamäe Kalev           | Trans Narva              | Vitali Gussev (Levadia Tallinn)                                                                         | 26   |
| 2008      | Levadia Tallinn    | Flora Tallinn            | Trans Narva*             | Ingemar Teever (Kalju)                                                                                  | 23   |
| 2007      | Levadia Tallinn    | Flora Tallinn            | TVMK Tallinn             | Dmitry Lipartov (Trans Narva)                                                                           | 30   |
| 2006      | Levadia Tallinn    | Trans Narva              | Flora Tallinn            | Maksim Gruznov (Trans Narva)                                                                            | 31   |
| 2005      | TVMK Tallinn       | Levadia Tallinn          | Trans Narva              | Tarmo Neemelo (TVMK Tallinn)                                                                            | 41   |
| 2004      | Levadia Tallinn    | TVMK Tallinn             | Flora Tallinn            | Vjatšeslav Zahovaiko (Flora Tallinn)                                                                    | 28   |
| 2003      | Flora Tallinn      | TVMK Tallinn             | Levadia Maardu           | Tor Henning Hamre (Flora Tallinn)                                                                       | 39   |
| 2002      | Flora Tallinn      | Levadia Maardu           | TVMK Tallinn             | Andrei Krõlov (TVMK Tallinn)                                                                            | 37   |
| 2001      | Flora Tallinn      | TVMK Tallinn             | Levadia Maardu           | Maksim Gruznov (Trans Narva)                                                                            | 37   |
| 2000      | Levadia Maardu     | Flora Tallinn            | TVMK Tallinn             | Egidijus Juška (TVMK Tallinn) Toomas Krõm (Levadia Maardu)                                              | 24   |
| 1999      | Levadia Maardu     | Tulevik Viljandi         | Flora Tallinn            | Toomas Krõm (Levadia Maardu)                                                                            | 19   |
| 1998      | Flora Tallinn      | Sadam Tallinn            | Lantana Tallinn          | Konstantin Nahk (Sadam Tallinn)                                                                         | 13   |
| 1997–98   | Flora Tallinn      | Sadam Tallinn            | Tulevik Viljandi         | Konstantin Nahk (Sadam Tallinn)                                                                         | 18   |
| 1996–97   | Lantana Tallinn    | Flora Tallinn            | Marlekor Tallinn         | Sergei Bragin (Lantana Tallinn)                                                                         | 18   |
| 1995–96   | Lantana Tallinn    | Flora Tallinn            | Tevalte/Marlekor Tallinn | Lembit Rajala (Flora Tallinn)                                                                           | 16   |
| 1994–95   | Flora Tallinn      | Lantana/Marlekor Tallinn | Trans Narva              | Serhiy Morozov (Lantana/Marlekor Tallinn)                                                               | 25   |
| 1993–94   | Flora Tallinn      | Norma Tallinn            | Nikol/Marlekor Tallinn   | Maksim Gruznov (Trans Narva)                                                                            | 21   |
| 1992–93   | Norma Tallinn      | Flora Tallinn            | Nikol Tallinn            | Sergei Bragin (Norma Tallinn)                                                                           | 27   |
| 1992      | Norma Tallinn      | EP Jõhvi                 | TVMK Tallinn             | Sergei Bragin (Norma Tallinn)                                                                           | 18   |

### Performance por equipe
| Equipe                         | Campeão | Vice-campeão | 3.ª posição | Temporadas como campeão                                                                     |
| ------------------------------ | ------- | ------------ | ----------- | ------------------------------------------------------------------------------------------- |
| Flora Tallinn                  | 14      | 7            | 5           | 1993–94, 1994–95, 1997–98, 1998, 2001, 2002, 2003, 2010, 2011, 2015, 2017, 2019, 2020, 2022 |
| Levadia Tallinn/Maardu         | 10      | 7            | 3           | 1999, 2000, 2004, 2006, 2007, 2008, 2009, 2013, 2014                                        |
| Kalju                          | 2       | 2            | 3           | 2012, 2018                                                                                  |
| Lantana/Marlekor/Nikol Tallinn | 2       | 1            | 3           | 1995–96, 1996–97                                                                            |
| Norma Tallinn                  | 2       | 1            | 0           | 1992, 1992–93                                                                               |
| TVMK/Tevalte/Marlekor Tallinn  | 1       | 3            | 6*          | 2005                                                                                        |
| FCI Tallinn                    | 1       | 0            | 0           | 2016                                                                                        |
| Sadam Tallinn                  | 0       | 2            | 1           | —                                                                                           |
| Sillamäe Kalev                 | 0       | 2            | 1           | —                                                                                           |
| Trans Narva                    | 0       | 1            | 6           | —                                                                                           |
| Tulevik Viljandi               | 0       | 1            | 0           | —                                                                                           |
| Eesti Põlevkivi                | 0       | 1            | 0           | —                                                                                           |
| Nikol Tallinn                  | 0       | 0            | 2           | —                                                                                           |

- * O,  TVMK Tallinn originalmente terminou a competição na terceira posição, porém o clube anunciou sua falência.

## Campeões entre 1921-1944
| - 1921 · Sport Tallinn - 1922 · Sport Tallinn - 1923 · Kalev Tallinn - 1924 · Sport Tallinn - 1925 · Sport Tallinn - 1926 · Jalgpalliklubi Tallinn | - 1927 · Sport Tallinn - 1928 · Jalgpalliklubi Tallinn - 1929 · Sport Tallinn - 1930 · Kalev Tallinn - 1931 · Sport Tallinn - 1932 · Sport Tallinn | - 1933 · Sport Tallinn - 1934 · Estonia Tallinn - 1935 · Estonia Tallinn - 1936 · Estonia Tallinn - 1937–38 · Estonia Tallinn - 1938–39 · Estonia Tallinn | - 1939–40 · Olümpia Tartu - 1941 · não finalizado - 1942 · PSR Tartu (não oficial) - 1943 · Estonia Tallinn (não oficial) - 1944 · não finalizado |

## Campeões - SSR Estônia
| - 1945 · Dünamo Tallinn - 1946 · BL Tallinn - 1947 · Dünamo Tallinn - 1948 · Balti Laevastik Tallinn - 1949 · Dünamo Tallinn - 1950 · Dünamo Tallinn - 1951 · Balti Laevastik Tallinn - 1952 · Balti Laevastik Tallinn - 1953 · Dünamo Tallinn - 1954 · Dünamo Tallinn - 1955 · Kalev Tallinn - 1956 · Balti Laevastik Tallinn | - 1957 · Kalev Ülemiste - 1958 · Kalev Ülemiste - 1959 · Kalev Ülemiste - 1960 · Balti Laevastik Tallinn - 1961 · Kalev Kopli - 1962 · Kalev Ülemiste - 1963 · Tempo Tallinn - 1964 · Norma Tallinn - 1965 · Balti Laevastik Tallinn - 1966 · Balti Laevastik Tallinn - 1967 · Norma Tallinn - 1968 · Balti Laevastik Tallinn | - 1969 · Dvigatel Tallinn - 1970 · Norma Tallinn - 1971 · Tempo Tallinn - 1972 · Balti Laevastik Tallinn - 1973 · Kreenholm Narva - 1974 · Baltika Narva - 1975 · Baltika Narva - 1976 · Dvigatel Tallinn - 1977 · Baltika Narva - 1978 · Dünamo Tallinn - 1979 · Norma Tallinn - 1980 · Dünamo Tallinn | - 1981 · Dünamo Tallinn - 1982 · Tempo Tallinn - 1983 · Dünamo Tallinn - 1984 · Estonia Jõhvi - 1985 · Kalakombinaat/MEK Pärnu - 1986 · Zvezda Tallinn - 1987 · Tempo Tallinn - 1988 · Norma Tallinn - 1989 · Zvezda Tallinn - 1990 · TVMK Tallinn - 1991 · TVMK Tallinn |